# پیروهانی (کارابایا)
پیروهانی (به اسپانیایی: Pirhuani) یک کوه در پرو است که در پل، لژیون پونو واقع شده است. پیروهانی ۵٬۰۰۰ متر بالاتر از سطح دریا واقع شده است.